# Telmo Pinto
Telmo Alberto Sousa Pinto (Friburgo, 23 gennaio 1993) è un hockeista su pista portoghese.

## Palmarès

### Club

#### Titoli nazionali
- Campionato portoghese: 4

Valongo: 2013-2014
Porto: 2016-2017, 2018-2019
Sporting CP: 2020-2021
- Coppa del Portogallo: 3

Porto: 2015-2016, 2016-2017, 2017-2018
- Supercoppa del Portogallo: 5

Valongo: 2014
Porto: 2016, 2017, 2018, 2019

#### Titoli internazionali
- CERH European League: 1

Sporting CP: 2020-2021
- Supercoppa d'Europa/Coppa Continentale: 1

Sporting CP: 2019-2020
- Coppa Intercontinentale: 1

Porto: 2021